# Bernard Bauwens
Bernard Bauwens (Brugge, 1734 - 27 oktober 1805) was een Belgisch kunstschilder.

## Levensloop
Bernard Bauwens was een zoon van de chirurgijn Joannes Bauwens. Hij studeerde aan de Academie voor Schone Kunsten Brugge en had er Matthijs de Visch als leermeester. Men kan hem als een laatbloeier beschouwen, want hij kreeg de tweede prijs voor het tekenen naar het levend model pas in 1768, toen hij al 34 was. Hij studeerde nog verder en in 1774 werd hij primus in het examen voor bouwmeester.
In 1793 werd hij, tijdens de revolutionaire periode, wijkmeester in het Sint-Nicolaassestendeel en stond hij op de lijst van de belastingplichtigen met een vermogen dat op 5.000 pond geschat werd. 
Er werd op hem beroep gedaan voor het schatten, inventariseren en veilen van kunstverzamelingen. Zo verkocht hij in 1799 de collectie van de kunstschilder Jan Garemijn.
Hij vervulde een paar functies in de Brugse academie. Hij was assessor in naam van de kunstenaars in 1781-1784 en opnieuw vanaf 1801.

## Werken
Er is weinig bekend over de werken die Bauwens produceerde. Er zijn er drie of wellicht vier gekend:
- 1772ː Portret van Albert Colens (1731-1779), chirurgijn.
- 1783: Portret van chirurgijn Franciscus Beyts (1737-1823) (Brugge, Groeningemuseum).
- waarschijnlijk: Portret van chirurgijn Joannes Bauwens, wellicht zijn vader of ander familielid (Brugge, Groeningemuseum).
- 1803: Portret van burgemeester Karel-Aeneas de Croeser, voogd van het hospitaal van de Potterie (Brugge, Museum van de Potterie).